# Свадьба с сосной
Свадьба с сосной (словен. borovo gostüvanje, ženitev z borom, gostüvanje z borom) — словенский обряд региона Прекмурья, исполняемый в Мясопуст.

## Описание обряда
Обряд близок восточно- и западнославянской колодке как способ побудить холостую молодёжь свадебного возраста вступить в брак. Если в прошедшем году не было ни одной свадьбы, то в последнее воскресенье перед Великим постом на деревенской площади сходились все жители, кто-то рядился в свадебных персонажей — «сватов», «дружков» и других, и разыгрывалась символическая свадьба. В роли «невесты» выступала сосна, которую выбирали заранее. «Сосну-невесту» называли smreka, а «сосну-жениха» — bor. В лесу ряженый «поп» венчал неженатого парня с сосной. Где-то сосну заменяла девушка. После венчания «дружки» украшали дерево венками и лентами как невесту, клали её на телегу, на бревно под свадебные песни сажали «жениха» (или «невесту»), затем селяне впрягались в тележку и волокли её в село.